# ألفريدو لاين
ألفريدو لاين (بالإسبانية: Alfredo Layne)‏ مواليد 9 أكتوبر 1959 في بنما - الوفاة 25 يونيو 1999، كان ملاكم محترف بنمي. حقق بطولة رابطة الملاكمة العالمية.

## إحصائيات
خاض خلال مسيرته 28 نزالا، فاز في 15 ولم يتعادل وخسر في 12. فاز بالضربة القاضية في 12 نزالا.

## روابط خارجية
- ألفريدو لاين على موقع بوكس ريك (الإنجليزية) (registration required)